# Кравцов, Игорь Михайлович
Игорь Михайлович Кравцов — (26 марта 1964, Оренбургская область — 13 ноября 2010, Санкт-Петербург) — российский художник, член Санкт-Петербургского Союза художников,
доцент кафедры живописи и композиции Санкт-Петербургской академии художеств имени Ильи Репина.

## Биография
Родился в 1964 году в Оренбургской области. Учился в Оренбургском художественном училище. В 1986 году поступил на живописный факультет Института живописи, скульптуры и архитектуры имени И. Е. Репина. Окончил институт в 1993 году (мастерская монументальной живописи профессора А. А. Мыльникова). За дипломную картину «Оплакивание» был награждён Золотой медалью Российской академии художеств «За лучшую дипломную работу».
С 1994 года — преподаватель кафедры живописи института имени И. Е. Репина. В 1997 году стал лауреатом Государственной стипендии Президента Российской Федерации. В 2006 году присвоено учёное звание доцента кафедры живописи и композиции.

## Творчество
«В работах Игоря Кравцова ощутимо его отношение не только к искусству, но и к жизни. Героев его композиций отличает особая пристальность взгляда, сосредоточенность, самоуглублённость. Их преследует, не даёт покоя память о том, что было, о неимоверных испытаниях, выпавших на долю наших отцов и матерей, о не вернувшихся с кровавых полей мальчишках. Он связан с ними неразрывно: связан единой почвой, корневой родовой судьбой. Отсюда автопортретная перенапряжённость интонации, одухотворённая документальность метафор, пластический язык, не допускающий никакой приблизительности. В пространстве холста слышится голос художника, понимавшего творчество как серьёзное, ответственное дело, достойно прошедшего свой жизненный путь». Из книги Р. Бахтиярова и С. Ершовой «Игорь Кравцов. Воспоминания. Творчество. Биография»

## Музеи
- «Мужской портрет (Портрет отца)». Государственный Русский музей[4]
- «Оплакивание» (дипломная работа). Музей Российской академии художеств[5]